# Pierluigi Martini
Pierluigi Martini (Lugo di Romagna, Itália, 23 de abril de 1961) é um ex-automobilista italiano de Fórmula 1. Participou de 124 grandes prêmios, e a sua carreira na categoria mor do automobilismo se iniciou no GP de Itália de 1984 pela equipe Toleman, mas o estreante piloto não conseguiu vaga para a prova, em substituição ao brasileiro Ayrton Senna. Sua primeira prova aconteceu para valer em 1985 pela equipe Minardi no GP do Brasil, a prova de abertura.
É o melhor piloto da história da Minardi e o primeiro piloto italiano a conduzir o carro da equipe no ano de estreia. Foi Martini que marcou o primeiro ponto da equipe com o 6º lugar no GP dos Estados Unidos de 1988, conseguiu a única largada na primeira fila (2ª posição) no GP dos Estados Unidos de 1990 em Phoenix (naquele ano auxiliado pelos pneus especiais da Pirelli), a única volta na liderança de uma corrida no GP de Portugal de 1989 e os dois melhores resultados históricos do time de Faenza sendo dois 4º lugares no campeonato de 1991 equipado com motor Ferrari de 12 cilindros nos Grande Prêmios: San Marino e Portugal. Após fracos resultados em 1995, Martini decide abandonar a Fórmula 1 aos 34 anos de idade. Somou na carreira 18 pontos (16 pela Minardi e 2 pela Scuderia Italia).
Martini venceu as 24 Horas de Le Mans de 1999 juntamente com o francês Yannick Dalmas e com o alemão Joachim Winkelhock pilotando uma BMW. Depois se afastou do esporte, porém, Martini voltou à ativa em 2006, e disputou a Grand Prix Masters.

## Todos os Resultados de Pierluigi Martini na Fórmula 1
(legenda)
| Ano  | Nome Oficial da Equipe   | Chassis       | Motor                          | 1         | 2         | 3         | 4         | 5         | 6          | 7         | 8         | 9         | 10        | 11        | 12        | 13        | 14        | 15        | 16        | 17  | Pontos | Posição  |
| ---- | ------------------------ | ------------- | ------------------------------ | --------- | --------- | --------- | --------- | --------- | ---------- | --------- | --------- | --------- | --------- | --------- | --------- | --------- | --------- | --------- | --------- | --- | ------ | -------- |
| 1984 | Toleman Group Motorsport | Toleman TG184 | Hart 415T L4 Turbo             | BRA       | RSA       | BEL       | SMR       | FRA       | MON        | CAN       | USE       | DAL       | GBR       | GER       | AUT       | NED       | ITA NQ M  | EUR       | POR       |     | -      | -        |
| 1985 | Minardi F1 Team          | Minardi M185  | Ford Cosworth DFV V8           | BRA Ret P | POR Ret P |           |           |           |            |           |           |           |           |           |           |           |           |           |           |     | 0      | NC (24º) |
| 1985 | Minardi F1 Team          | Minardi M185  | Motori Moderni 615-90 V6 Turbo |           |           | SMR Ret P | MON NQ P  | CAN Ret P | DET Ret P  | FRA Ret P | GBR Ret P | GER 11º P | AUT Ret P | NED Ret P | ITA Ret P | BEL 12º P | EUR Ret P | RSA Ret P | AUS 8º P  |     | 0      | NC (24º) |
| 1988 | Lois Minardi Team        | Minardi M188  | Ford Cosworth DFZ V8           |           |           |           |           |           | USA 6º G   | FRA 15º G | GBR 15º G | GER NQ G  | HUN Ret G | BEL NQ G  | ITA Ret G | POR Ret G | ESP Ret G | JAP 13º G | AUS 7º G  |     | 1      | 17º      |
| 1989 | Minardi F1 Team          | Minardi M188B | Ford Cosworth DFR V8           | BRA Ret P | SMR Ret P | MON Ret P |           |           |            |           |           |           |           |           |           |           |           |           |           |     | 5      | 15º      |
| 1989 | Minardi F1 Team          | Minardi M189  | Ford Cosworth DFR V8           |           |           |           | MEX Ret P | USA Ret   | CAN Ret P  | FRA Ret P | GBR 5º P  | ALE 9º P  | HUN Ret P | BEL 9º P  | ITA 7º P  | POR 5º P  | ESP Ret P | JAP       | AUS 6º P  |     | 5      | 15º      |
| 1990 | SCM Minardi Team         | Minardi M189B | Ford Cosworth DFR V8           | USA 7º P  | BRA 9º P  |           |           |           |            |           |           |           |           |           |           |           |           |           |           |     | 0      | NC (21º) |
| 1990 | SCM Minardi Team         | Minardi M190  | Ford Cosworth DFR V8           |           |           | SMR DNS P | MON Ret P | CAN Ret P | MEX 12º P  | FRA Ret P | GBR Ret P | ALE Ret P | HUN Ret P | BEL 15º P | ITA Ret P | POR 11º P | ESP Ret P | JAP 8º P  | AUS 9º P  |     | 0      | NC (21º) |
| 1991 | Minardi F1 Team          | Minardi M191  | Ferrari 037 V12                | EUA 9º G  | BRA Ret G | SMR 4º G  | MON 12º G | CAN 7º G  | MEX Ret G  | FRA 9º G  | GBR 9º G  | ALE Ret G | HUN Ret G | BEL 12º G | ITA Ret G | POR 4º G  | ESP 13º G | JAP Ret G | AUS Ret G |     | 6      | 11º      |
| 1992 | BMS Scuderia Italia      | Dallara F192  | Ferrari 037 V12                | RSA Ret G | MEX Ret G | BRA Ret G | ESP 6º G  | SMR 6º G  | MON Ret G  | CAN 8º G  | FRA 10º G | GBR 15º G | GER 11º G | HUN Ret G | BEL Ret G | ITA 8º G  | POR Ret G | JAP 10º G | AUS Ret G |     | 2      | 16º      |
| 1993 | Minardi Team             | Minardi M193  | Ford HBC6 V8                   |           |           |           |           |           |            |           |           | GBR Ret G | ALE 14º G | HUN Ret G | BEL Ret G | ITA 7º G  | POR 8º G  | JAP 10º G | AUS Ret G |     | 0      | NC (23º) |
| 1994 | Minardi Scuderia Italia  | Minardi M193B | Ford HBC7/8 V8                 | BRA 8º G  | PAC Ret G | SMR Ret G | MON Ret G | ESP 5º G  |            |           |           |           |           |           |           |           |           |           |           |     | 4      | 21º      |
| 1994 | Minardi Scuderia Italia  | Minardi M194  | Ford HBC7/8 V8                 |           |           |           |           |           | CAN 9º G   | FRA 5º G  | GBR 10º G | ALE Ret G | HUN Ret G | BEL 8º G  | ITA Ret G | POR 12º G | EUR 15º G | JAP Ret G | AUS 9º G  |     | 4      | 21º      |
| 1995 | Minardi Scuderia Italia  | Minardi M195  | Ford EDM V8                    | BRA Ret G | ARG Ret G | SMR 12º G | ESP 14º G | MON 7º G  | CAN >Ret G | FRA Ret G | GBR 7º G  | ALE Ret G | HUN       | BEL       | ITA       | POR       | EUR       | PAC       | JPN       | AUS | 0      | NC (19º) |